# Coup d'État de 1975 au Tchad
Le coup d'État de 1975 au Tchad a été en grande partie généré par la méfiance croissante du président tchadien François Tombalbaye envers l'armée. Cette méfiance provenait en partie de l'incapacité des Forces armées tchadiennes (FAT) à faire face à la rébellion qui enflammait le nord musulman depuis la formation du groupe d'insurgés rebelles FROLINAT en 1966.

## Arrestations
L'ancienne puissance coloniale du Tchad, la France, avait exhorté Tombalbaye à impliquer les dirigeants militaires au pouvoir, et le président a réservé une place dans son parti, le Parti progressiste tchadien (PPT), au commandant de l'armée. Cependant, l'arrestation du chef d'état-major de l'armée en 1973, le général Félix Malloum, pour un prétendu complot de coup d'État (le soi-disant complot du mouton noir), fut beaucoup plus important et décisif pour saper son soutien parmi les militaires. De plus, les généraux Jacques Doumro (en) et Negue Djogo (en), ainsi que d'autres officiers, ont été arrêtés entre 1971 et 1975 sur des accusations similaires, ce dernier l'étant le 23 mars 1975.
C'est dans cette atmosphère de tension que Tombalbaye procède à une énième purge dans l'armée, frappant cette fois la gendarmerie, les 1200 policiers militaires. Son chef, le colonel Djimet, et son aide, le major Kotiga (en), ont tous deux été arrêtés le 2 avril 1975, pour l'évasion de certains prisonniers du FROLINAT.

## Mutinerie de l'armée
Le coup d'État a commencé avant le lever du soleil le 13 avril lorsqu'à Boraho, localité située à 56 km de la capitale, des unités de l'armée dirigées par le lieutenant Dimtolaum ont quitté leur base et se sont dirigées vers N'Djamena, où elles ont convergé vers le palais présidentiel aux murs blancs en bordure de la ville. À 5 h 0 une bataille furieuse et sanglante s'est engagée avec la garde présidentielle de Tombalbaye, les Compagnies Tchadiennes de Sécurité (CTS). L'arrivée du commandant par intérim des FAT, Noël Milarew Odingar, fut décisive pour l'issue de la bataille, il amena des renforts et prit le commandement des insurgés.
D'autres sources nomment le colonel (futur général) Kamougué comme le chef du coup d'État.
À 8 h 30, le colonel Selebiani, chef du CTS, a lancé un appel à la radio pour que ses hommes se rendent, cela a mis fin à tous les combats. Dans la bataille, Tombalbaye avait été mortellement blessé et mourut peu de temps après. Lorsque la nouvelle de la mort de Tombalbaye a été annoncée, il y a eu des célébrations de masse dans la capitale, avec des milliers de tchadiens qui ont afflué dans les rues en dansant et en scandant joyeusement "Tombalbaye est mort".

## Conséquences
À 6 h 30, Odingar annonçait à la radio publique que les forces armées avaient "exercé leurs responsabilités devant Dieu et la nation". Dans un communiqué ultérieur, les putschistes justifieront leurs actions en accusant Tombalbaye d'avoir gouverné en divisant les tribus, d'avoir humilié l'armée et de l'avoir traitée avec mépris.
Le général Odingar a agi provisoirement en tant que chef de l'État et les officiers emprisonnés ont été immédiatement libérés. Parmi ceux-ci figurait le général Félix Malloum, qui fut choisi pour présider une junte militaire de neuf hommes, nommée le Conseil supérieur militaire (CSM), qui prit ses fonctions le 15 avril. Il arrêta immédiatement huit des principaux assistants de Tombalbaye et suspendit la constitution de 1962, tandis que tous les partis furent interdits et l'Assemblée nationale fut dissoute.
Le succès du coup d'État n'a pas produit de rupture majeure avec la politique de Tombalbaye. Ce n'était pas surprenant car, comme Tombalbaye, Odingar et Malloum étaient des Saras du sud du Tchad. Alors que le CSM a fait quelques démarches pour se concilier le nord du pays, les musulmans ont continué à se sentir des citoyens de seconde classe et la rébellion du FROLINAT s'est poursuivie.